# EA Bright Light
EA Bright Light (anciennement connu sous le nom d'EA UK) était un développeur de jeux vidéo basé au Royaume-Uni fondé en 1995 par Electronic Arts. Le studio était principalement connu pour son travail sur des franchises sous licence telles que l'adaptation en jeu vidéo de la série Harry Potter. Depuis 2019, une filiale connue sous le nom d'EA UK existe, bien qu'il s'agisse d'une opération d'édition.

## Histoire
EA UK a été fondée à Chertsey, Angleterre, Royaume-Uni en 1995 par Electronic Arts. En 2001, Bullfrog Productions a fusionné avec EA UK, lui faisant hériter de franchises telles que Populous, Dungeon Keeper, Syndicate et Theme Park. 
Se concentrant à l'origine sur le développement d'adresses IP originales, le studio a sorti plusieurs titres bien accueillis tels que Zubo, le premier titre EA exclusif à la Nintendo DS, en 2008.  Cependant, le titre a été un échec commercial, obligeant la société à modifier sa politique et à se tourner vers le développement de jeux occasionnels et de jeux destinés à un public plus jeune. Plus tard, ils ont également travaillé sur des franchises sous licence, telles que l'adaptation du jeu vidéo de la série Harry Potter, qui a généralement reçu des critiques mitigées de la part des critiques. La société a par ailleurs travaillé sur quelques adaptations de jeux de société liés à Hasbro, telles que Hasbro Family Game Night, sorti en 2008. 
EA UK a été renommé EA Bright Light en 2008, avec son siège social transféré à Guildford, Angleterre, Royaume-Uni. En 2011, après la fin du film et de la franchise de jeux vidéo Harry Potter, Electronic Arts a entamé un processus de consultation pour fermer EA Bright Light afin « d'aider à centraliser le développement sur les projets futurs, de réduire les coûts de développement et de permettre une meilleure connaissance et le partage des talents au sein de l'organisation ». Après la sortie de leur dernier titre, Harry Potter and the Deathly Hallows - Part 2, Electronic Arts a silencieusement fermé EA Bright Light fin 2011. La plupart des employés de Bright Light ont rejoint Criterion Games et Playfish, les 2 filiales restantes d'Electronic Arts au Royaume-Uni, tandis que d'autres ont rejoint Jagex et Supermassive Games. 
Bien qu'EA ait déclaré que Bright Light relancerait plusieurs IP de Bullfrog, aucun des titres n'a été développé avant la fermeture de l'entreprise. Avant la fermeture de l'entreprise, on sait qu'ils développaient un titre lié à Maxis. 

## Jeux développés
| Année de sortie             | Titre                                         | Platforme                                                                                                |
| --------------------------- | --------------------------------------------- | --- |
| En tant que EA UK           |                                               | |
| 1997                        | FIFA Soccer Manager                           | Microsoft Windows                                                                                        |
| 1998                        | The F.A. Premier League Football Manager 99   | Microsoft Windows                                                                                        |
| 1999                        | The F.A. Premier League Stars                 | Microsoft Windows, PlayStation                                                                           |
| 1999                        | The F.A. Premier League Football Manager 2000 | Microsoft Windows                                                                                        |
| 2000                        | The F.A. Premier League Football Manager 2001 | Microsoft Windows, PlayStation                                                                           |
| 2000                        | The F.A. Premier League Stars 2001            | Microsoft Windows, PlayStation                                                                           |
| 2001                        | The F.A. Premier League Football Manager 2002 | Microsoft Windows                                                                                        |
| 2001                        | F1 2001                                       | PlayStation 2, Xbox                                                                                      |
| 2002                        | Shox                                          | PlayStation 2                                                                                            |
| 2002                        | FIFA Football 2003                            | PlayStation                                                                                              |
| 2002                        | Harry Potter and the Chamber of Secrets       | GameCube, PlayStation 2, Xbox                                                                            |
| 2003                        | Harry Potter: Quidditch World Cup             | GameCube, Microsoft Windows, PlayStation 2, Xbox                                                         |
| 2004                        | Harry Potter and the Prisoner of Azkaban      | GameCube, PlayStation 2, Xbox                                                                            |
| 2004                        | Catwoman                                      | GameCube, Microsoft Windows, PlayStation 2, Xbox                                                         |
| 2005                        | Harry Potter and the Goblet of Fire           | GameCube, Microsoft Windows, PlayStation 2, Xbox, PlayStation Portable                                   |
| 2007                        | Burnout Dominator                             | PlayStation Portable, PlayStation 2                                                                      |
| 2007                        | Harry Potter and the Order of the Phoenix     | Microsoft Windows, PlayStation 3, Wii, Xbox 360, PlayStation 2, macOS                                    |
| 2007                        | The Orange Box                                | PlayStation 3                                                                                            |
| En tant que EA Bright Light |                                               | |
| 2008                        | Zubo                                          | Nintendo DS                                                                                              |
| 2008                        | Monopoly                                      | PlayStation 2, PlayStation 3, Wii, Xbox 360                                                              |
| 2008                        | Hasbro Family Game Night                      | PlayStation 2, Wii, PlayStation 3, Xbox 360, Nintendo DS                                                 |
| 2009                        | Trivial Pursuit                               | PlayStation 2, PlayStation 3, Wii, Xbox 360                                                              |
| 2009                        | Harry Potter and the Half-Blood Prince        | Microsoft Windows, Nintendo DS, PlayStation 2, PlayStation 3, PlayStation Portable, Wii, Xbox 360, macOS |
| 2009                        | Need for Speed: Shift                         | PlayStation Portable                                                                                     |
| 2009                        | Hasbro Family Game Night 2                    | Microsoft Windows, Wii                                                                                   |
| 2009                        | Foto Face: The Face Stealer Strikes           | DSiWare                                                                                                  |
| 2010                        | Flips                                         | Nintendo DS                                                                                              |
| 2010                        | Hasbro Family Game Night 3                    | PlayStation 3, Wii, Xbox 360                                                                             |
| 2010                        | Create                                        | PlayStation 3, Microsoft Windows, Xbox 360, Wii, Mac                                                     |
| 2010                        | Harry Potter and the Deathly Hallows – Part 1 | Microsoft Windows, Nintendo DS, PlayStation 3, Xbox 360, Wii                                             |
| 2011                        | Spare Parts                                   | PlayStation 3, Xbox 360                                                                                  |
| 2011                        | Harry Potter and the Deathly Hallows – Part 2 | Microsoft Windows, Nintendo DS, PlayStation 3, Xbox 360, Wii                                             |